# 仁田元村
仁田元村（にたもとむら）は、栃木県上都賀郡にあった村。

## 地理
足尾14郷のひとつである。ほぼ全村にあたる区域が沢・渓谷などである。アクセスは徒歩のみ。

## 歴史
明治時代初期に足尾銅山で起こった足尾鉱毒事件によって、松木村や久蔵村とともに廃村（廃集落）となった。1889年（明治22年）の町村制施行以前に廃村となっている。
現在は「日光市足尾町仁田元渓谷」となっている。